# لين رينولدز
لين رينولدز (بالإنجليزية: Lynn Reynolds)‏ هو كاتب سيناريو ومخرج وممثل أمريكي، ولد في 7 مايو 1889 في الولايات المتحدة، وتوفي بنفس المكان في 25 فبراير 1927.

## وصلات خارجية
- لين رينولدز على موقع IMDb (الإنجليزية)
- لين رينولدز على موقع أول موفي (الإنجليزية)
- لين رينولدز على موقع قاعدة بيانات الأفلام السويدية (السويدية)
- لين رينولدز على موقع قاعدة بيانات الفيلم (الإنجليزية)
- لين رينولدز على موقع كينوبويسك (الروسية)